# 科胡 (夏威夷州)
科胡（英語：Keauhou）是位於美國夏威夷州夏威夷縣的一個非建制地區。該地的面積和人口皆未知。

## 地理
科胡的座標為19°33′55″N 155°57′54″W / 19.56528°N 155.96500°W，而該地的平均海拔高度為4米（即13英尺）。